# Àcid urònic

La forma β-D de l'àcid glucorònic (després de l'oxidació).

Glucosa (abans de l'oxidació. La diferència al "6".)

Un àcid urònic és un àcid que té les dues funcions carbonil i d'àcid carboxílic. És millor interpretat com un sucre on la funció del grup hidroxil terminal ha estat oxidada a àcid carboxílic.

## Exemples
Per exemple per l'orina humana moltes substàncies de rebuig s'excreten en la forma de sals glucuronades, i els àcids urònics que tenen sis carbonis s'anomenen àcids hexurònics.